# He 70 (航空機)
He 70
He 70 D-UBYL号機(撮影年不詳)
- 用途：郵便機、旅客機、偵察機、爆撃機
- 分類：輸送機
- 設計者：ギュンター兄弟
- 製造者：ハインケル・フルークツォイクヴェルケ社
- 運用者

  -  ルフトハンザ・ドイツ航空
  -  ドイツ空軍
  -  ハンガリー空軍
  -  スペイン空軍
  - その他の運用者
- 初飛行：1932年12月1日
- 生産数：324機
- 運用開始：1933年
- 退役

  - 1945年（ドイツ空軍）
  - 1954年（スペイン空軍）
- 運用状況：退役

He 70（Heinkel He 70）は、1930年代にドイツのハインケル社で輸送機として開発され、郵便・旅客・連絡・練習・爆撃等多用途に使用された航空機である。使い勝手の良い機体ではあったが、より多くの乗客が運べる機種に代替されるまでの就役期間は比較的短かった。爆撃機としては早々と時代遅れになったために大きな成功は収めなかった。しかし、He 70は非常に洗練された設計であった為、1933年初めに8つの世界速度記録を樹立した。

## 設計と開発
ハインケル He 70 ブリッツ（Blitz：稲妻）は1930年代初めにルフトハンザ航空向けの高速郵便機として就役するために設計された。He 70は、ルフトハンザ航空からの、短距離航空路で使用するロッキード ベガや当時スイス航空が使用していたロッキード L-9 オライオンよりも高速な機体という要求に応えて開発された。He 70の主な特徴は、角が丸い小さな動翼が付いた革命的な設計である楕円翼の主翼を低翼に配置したことで、この主翼形状は設計者のギュンター兄弟がハインケル社に入社する前に既に「バウマー ザウザヴィント（Bäumer Sausewind）」機で採用されていた。要求される速度性能を満たすために、機体表面を滑らかに仕上げる皿リベットの世界初採用、引き込み式の降着装置といった、ドイツ機としては斬新な構造を採用し抗力を最小にする設計であった。エンジンはBMW VI V型12気筒エンジンを採用し、水よりも冷却能力の高いエチレングリコールを使用することでラジエターを小型化することができ、これにより抗力を減少させることができた。パイロットと無線士はタンデムに座り、客室内の4名の乗客は向かい合わせに配置された2座掛けの座席に座った。
試作初号機は1932年12月1日に初飛行し、区間距離速度で8つの世界記録を樹立、最大速度は377 km/h （222 mph）に達する等の素晴らしい性能を発揮した。

## 運用の歴史
ルフトハンザ航空は1934年から1937年までHe 70をケルン - ハンブルク路線に就航させ、同時にベルリンとフランクフルト、ハンブルク、ケルンの各都市を結ぶ高速運行業務を実施した。ルフトハンザ航空のHe 70は1934年から1936年の間シュトゥットガルトからセビリアまでの国際航路にも就航していたが、ルフトハンザ航空が保有していた機体は1937年にドイツ空軍に引き渡された。
28機のHe 70がコンドル軍団と共にスペイン内戦に送られ、そこで高速偵察機として使用されたところその高速ぶりから「ラヨ（Rayo：稲妻）」という綽名を付けられた。
高速偵察機型のHe 70K（後のHe 170）は王立ハンガリー空軍で第二次世界大戦初期の1941年から1942年に使用された。ドイツ空軍は1935年からHe 70を運用し、当初は軽爆撃機と偵察機として、後に連絡機として使用した。
He 70の設計上の重要な弱点は間もなく明らかになった。He 70の構造材はいわゆる「エレクトロン・メタル（"electron metal"）」と呼ばれる非常に軽量だが強靭なマグネシウム合金製であり、加熱されると空気中で自然発火した。これにより軽機関銃の銃弾が1発でも命中すれば通常は機体全体が燃え上がり、搭乗員を死に至らしめた。ハンガリーのHe 70Kは直ぐに退役し、近代的なメッサーシュミットBf109の偵察機型や特別製のフォッケウルフFw 189 "ウーフー（Uhu）"中高度偵察機が導入できるまでの間、古めかしい高翼機のハインケル He 46に代替された。

## 影響
第二次世界大戦中にHe 70はごく限定された訓練用途にのみ使用された。本機はドイツ空軍初の「高速爆撃機」であり、バトル・オブ・ブリテンと真珠湾攻撃の双方で使用された機種を含む、多くの爆撃機の先祖として就役した。
He 70は、主として特徴的な楕円翼と流麗な胴体の双発機である有名なハインケル He 111の直系の祖先であることで知られ、尾部と初期のHe 111の機首の設計に両機の密接な近似性を見ることができる。1936年にドイツ空軍に就役したHe 111は、第二次世界大戦の初期には主要な爆撃機となっていた。
ハインケル社の先進的な設計は、ドイツ空軍初の単葉戦闘機の座をメッサーシュミットBf109と争い敗北したHe 112戦闘機にも用いられた。敗れはしたもののHe 112は少数が生産され、その性能はHe 70の元々持つ設計の強みを再び証明して見せた。この戦闘機は基本的にHe 70の縮小版であり、全金属製の構造と逆ガルウィングは両機に共通であった。
He 70は研究用に日本に輸出され、九九式艦上爆撃機に影響を与えた。この機種は低翼に配した楕円翼というHe 70の特徴を共有しており、幾種類かあるハインケル社と日本の航空機産業の協力作品の1機種であった。
He 70がスーパーマリン スピットファイアの楕円翼プラットフォームの発想の元になったとか、影響を与えたと云われるが、スピットファイアが開発されていた時期にロールス・ロイス ケストレル エンジンを装着したHe 70Gが英国の空を飛んでいたことから、そう云われる理由が無いわけではない。
ロールス・ロイス ケストレル エンジンを装着した機体の性能を見た後でR.J.ミッチェルがハインケルに送った手紙の一部でこう書いている：

「我々スーパーマリン社の社員には、我々がシュナイダー・トロフィー・レースに出場させた機体でさえこの様な流麗な形状にすることができなかったことが非常に印象深かった・・・
これに加えて、我々は最近ある新型の英国製の戦闘機用エンジンをHe 70に搭載して、その効果を調査しました。我々は、あなたの会社の新型機がその大きさにもかかわらず我々の戦闘機よりもかなり高速であることを発見して驚きました。これは本当に快挙です。」

しかしながら、R.J.ミッチェルの空力担当アドバイザーのビバリー・シェンストーン（Beverly Shenstone）はスピットファイアの主翼がHe 70の模倣であるということについて反駁している。アルフレッド・プライス（Alfred Price）著の『'Spitfire - A Documentary History'』内でシェンストーンの言葉がこう引用されている：

「我々スーパーマリン社がHe 70輸送機の主翼の形状を盗用したということが言われているが、そうではない。楕円翼は他の航空機にも使用されていたし、その優位性も良く知られていた。我々の主翼はハインケルの物よりもかなり薄く、全く異なる翼断面をしていた。いずれにせよ、目的の全く異なる航空機用に設計された主翼の形状を模倣したら単にトラブルの種を蒔いたことになっただろう。」

シェンストーンは、上で引用したミッチェルからハインケルに宛てた手紙から抜粋した中である程度確認できるようにHe 70がスピットファイアの設計に与えた影響は空力的な平滑さの基準として参考にした限定的なものであったと言った。

## 派生型

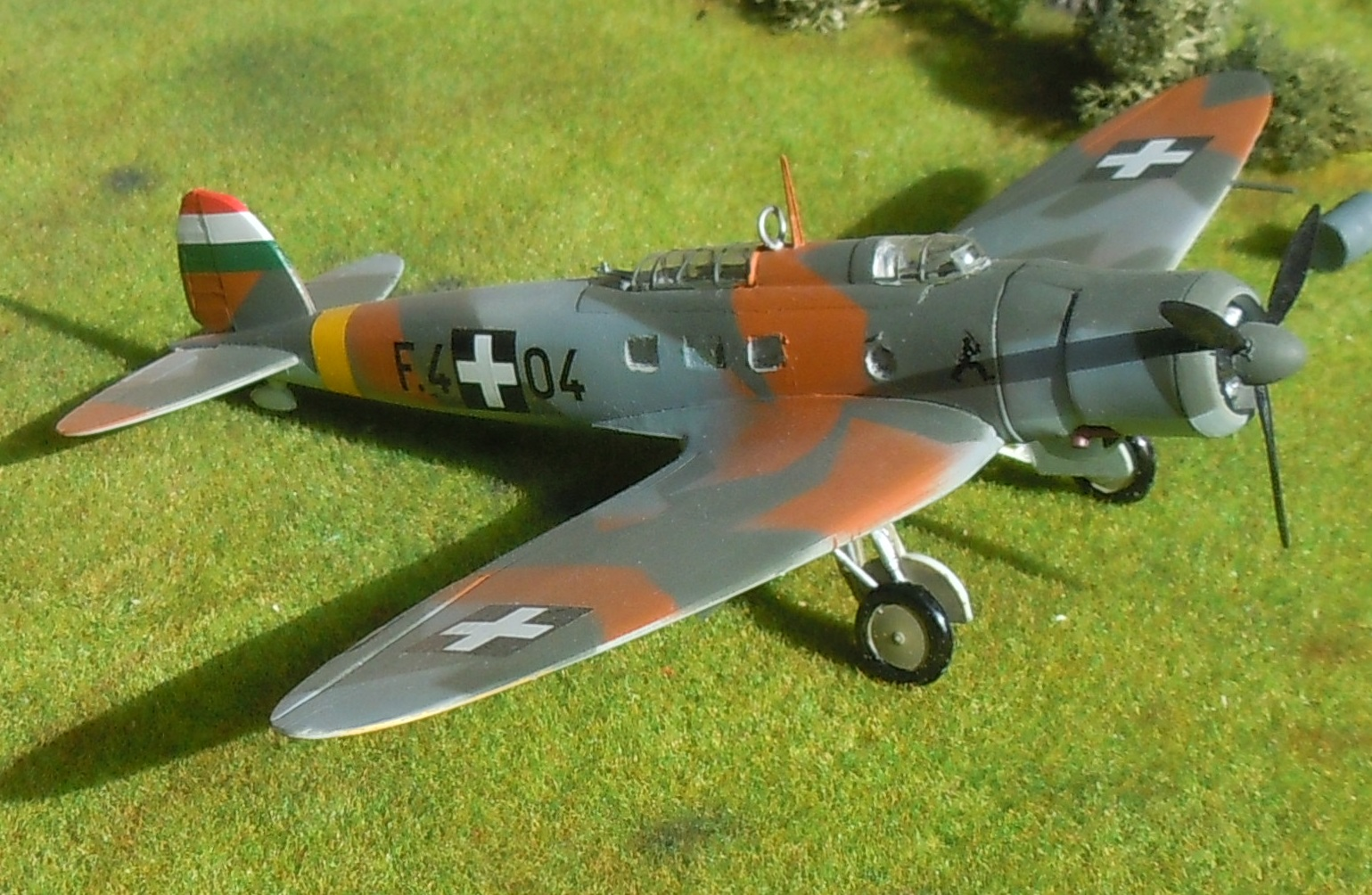
ハインケル He 170（模型）

He 70a
試作初号機
He 70b
2名の乗員と4名の乗客用座席を持つ試作2号機
He 70c
機関銃で武装した試作3号機、軽爆撃／偵察／連絡機用の評価型
He 70d
1934年に製造されたBMW VI 7,3エンジンを装着したルフトハンザ航空向けの試作4号機
He 70e
1934年に軽爆撃機として製造されたBMW VI 7,3エンジンを装着したドイツ空軍向けの試作5号機
He 70A
ルフトハンザ航空向けの旅客機
He 70D
ルフトハンザ航空向けの旅客機、12機製造
He 70E
ドイツ空軍向けの軽爆撃機、後にF型に改装
He 70F
ドイツ空軍向けの偵察／連絡機
He 70F-1
長距離偵察機型
He 70F-2
He 70F-1の類似型
He 70G
ルフトハンザ航空向けの旅客機型、1937年にF型に改装
He 70G-1
604 kW（810 hp）のロールス・ロイス ケストレル エンジンを装着した型、1機のみ
He 70K (He 170A)
746 kW (1,000 hp)の WM-K-14 星型エンジン(ノーム・エ・ローヌ 14K ミストラル・メジャーのライセンス生産型)を装着したハンガリーでライセンス生産した高速偵察機型
He 270 V1 (W.Nr. 1973, D-OEHF)
ダイムラー・ベンツ DB 601Aa エンジンを装着した試作機

## 運用

### 民間運用
ドイツ国
ルフトハンザ航空は1933年と1934年に2機の試作機、1934年に3機のHe 70D、1935年に10機のHe 70Gを受領。
 イギリス
ロールス・ロイス社はロールス・ロイス ケストレル V エンジンを装着したHe 70G を1機受領。

### 軍事運用
ドイツ国
- ドイツ空軍

 ハンガリー王国
- 王立ハンガリー空軍は国内でライセンス生産したHe 170A を18機受領。

 スペイン
- スペイン空軍（Ejército del Aire）はコンドル軍団で使用していた30機の中の11機を受領。

 日本
大日本帝国海軍は愛知時計電機を介して試験用に1機を受領。国産化も計画されたが需要不足から計画中止となった。日本海軍における名称はハインケル輸送機（略符号LXHe1）。

## 要目
(He 70F-2)
- 乗員：2名＋偵察員1〜2名
- 全長：11.70 m
- 全幅：14.78 m
- 全高：3.10 m
- 翼面積：36.50 m2
- 空虚重量：2,300 kg
- 運用重量：3,420 kg
- プロペラ：金属製2翅
- エンジン：BMW VI 7.3 z 液冷V型12気筒エンジン 750 hp×1
- 最大速度：360 km/h
- 最大上昇高度：6000 m
- 航続距離：1400〜1820 km
- 武装
  - 銃器：7.92 mm×1 MG 15 機関銃 （後方旋回機銃）
  - 爆弾：最大300 kg （50 kg×6 又は 10 kg×24 爆弾） （胴体内）